# Carl Schmitt
Carl Schmitt (født 11. juli 1888 i Plettenberg, død 7. april 1985 sammesteds) var en tysk katolsk jurist, konservativ retsfilosof og politisk teoretiker. Han var katolik og havde akademisk titel af prof. dr.jur.
Han er en af de mest kendte og omstridte stats- og folkeretsjurister i det tyvende århundrede. Han argumenterede bl.a. for, at diktatur kan være mere demokratisk meningsfuldt end demokrati, og er særlig blevet opfattet som nazismens magtfilosof. Han var også en af de vigtigste kritikere af politisk liberalisme.
Carl Schmitt meldte sig ind i NSDAP i 1933 efter Hitlers magtovertagelse. Efter i årene 1933-1936 ved flere lejligheder at have været aktiv i bogafbrændinger, forsvar for overgreb på jøder m.v. kom Schmitt imidlertid i unåde i december 1936, da han i en kritisk artikel i SS-bladet Das Schwarze Korps blev beskyldt for at være en katolsk opportunist. Schmitt frasagde sig herefter sin stilling som "Reichsfachgruppenleiter", men beholdt dog sin professorstilling. Efter krigen blev Schmitt interneret af den amerikanske besættelsesmagt. Han blev løsladt i 1946, men modsatte sig kategorisk at medvirke i afnazificeringsprogrammet.

Gennem Giorgio Agamben, Chantal Mouffe og andre forfattere er Carl Schmitt blevet en fælles reference i nutidige skrifter på den intellektuelle venstre- såvel som højrefløj. Diskussionerne kredser ikke kun om fortolkningen af Schmitts egen position, men også spørgsmål, der har relevans for samtidig politik: idéen om at statens love strengt taget ikke kan begrænse suverænens handlinger; problemet omkring "undtagelsestilstanden" etc. Han udlagde selv sin lære om suverænitet som en slags politisk teologi, eftersom den moderne statslære fra Hobbes og fremefter i virkeligheden har hentet sine begreber og forestillinger fra den kristne teologi. Han udtalte:
"Alle prægnante begreber i den moderne statslære er sekulariserede teologiske begreber […] Undtagelsestilstandens betydning for juraen er analog med miraklets betydning for teologien".
Carl Schmitt er desuden kendt for at teoretisere distinktionen mellem ven og fjende.

## Værker oversat til dansk
- Det politiskes begreb. Oversat af Lars Bo Kaspersen og Christian Borch (Hans Reitzels Forlag, 2002). ISBN 87-412-2571-6
- Politisk teologi og Romersk katolicisme og politisk form. Oversat af Lars Christiansen (Informations Forlag, 2009). ISBN 978-87-7514-231-6
- Land og hav. En verdenshistorisk betragtning. Oversat af Fritz Wolder (Forlaget Helikon, 2014). ISBN 978-87-91817-12-0